# Mur-sur-Allier
Mur-sur-Allier község Franciaország Auvergne-Rhône-Alpes régiójában, Puy-de-Dôme megyében. Új községként 2019. január 1-jén jött létre Mezel és Dallet község egyesítésével. A korábbi községek egyesülésekor az új község lélekszáma 3469 fő lett. Lakosainak száma 3102 fő (2022. január 1.).

## Népesség
| Lakosok száma | 3412 | 3419 | 3435 | 3313 | 3208 | 3102 |
|               | 2017 | 2018 | 2019 | 2020 | 2021 | 2022 |